# Acacia hecatophylla
Acacia hecatophylla é uma espécie de leguminosa do gênero Acacia, pertencente à família Fabaceae.